# Kenji Ogiwara
Kenji Ogiwara (荻原 健司?, Ogiwara Kenji; Kusatsu, 20 dicembre 1969) è un politico, dirigente sportivo ed ex combinatista nordico giapponese.
È fratello gemello di Tsugiharu, a sua volta combinatista nordico di alto livello.

## Biografia

### Carriera sportiva
Vincitore di medaglie olimpiche e mondiali, Kenji Ogiwara esordisce in Coppa del Mondo il 23 marzo 1991 sulle nevi svizzere di Sankt Moritz giungendo 10º in un'individuale Gundersen. L'anno seguente vince la medaglia d'oro nella gara a squadre ai XVI Giochi olimpici invernali di Albertville 1992, in Francia, medaglia che riconquista anche nella successiva edizione di Lillehammer 1994, in Norvegia.
Nel 1993 ottiene altri due ori (nell'individuale e nella gara a squadre) ai Mondiali di Falun, in Svezia, e nella stessa stagione si classifica al primo posto in Coppa del Mondo aggiudicandosi la coppa di cristallo, trofeo che aggiungerà al suo ricco palmarès anche nel 1994 e nel 1995, mentre nel 1996 terminerà al secondo posto in classifica finale preceduto dal norvegese Knut Tore Apeland.
Partecipa anche ai Mondiali di Thunder Bay, in Canada, nel 1995 e a quelli di Trondheim, in Norvegia, nel 1997: in entrambi i casi sale sul gradino più alto del podio nella gara a squadre. Nel 1998 Ogiwara viene inoltre prescelto per pronunciare il giuramento olimpico ai XVIII Giochi olimpici invernali di Nagano 1998. L'ultima medaglia mondiale, un bronzo nella gara sprint, la conquista due anni dopo ai Mondiali di Ramsau, in Austria.
Ogiwara si congeda dall'attività agonistica il 16 marzo 2002 con un 41º posto, ottenuto in una gara sprint tenutasi a Oslo.

### Carriera politica
Dopo il ritiro Ogiwara si dedica alla politica, venendo eletto alla Camera dei consiglieri nelle file del Partito Liberal Democratico alla tornata elettorale del 2004. Nel 2007 e nel 2008 ricopre per brevi periodi l'incarico di segretario parlamentare per l'Economia.

### Carriera dirigenziale
Ogiwara è attivo a livello dirigenziale in numerosi organismi sportivi nazionali e internazionali, quali il Comitato Olimpico Giapponese, l'Union Internationale de Pentathlon Moderne, la Federazione sciistica del Giappone e il Tribunale Arbitrale dello Sport.

## Palmarès

### Olimpiadi
- 2 medaglie:
  - 2 ori (gara a squadre ad Albertville 1992; gara a squadre a Lillehammer 1994)

### Mondiali
- 5 medaglie:
  - 4 ori (individuale, gara a squadre a Falun 1993; gara a squadre a Thunder Bay 1995; individuale a Trondheim 1997)
  - 1 bronzo (sprint a Ramsau 1999)

### Universiadi
- 2 medaglie[senza fonte]:
  - 2 ori (individuale a Sofia 1989; individuale a Sapporo 1991)[senza fonte]

### Coppa del Mondo
- Vincitore della Coppa del Mondo nel 1993, nel 1994 e nel 1995
- 38 podi:
  - 19 vittorie
  - 13 secondi posti
  - 6 terzi posti

#### Coppa del Mondo - vittorie
| Data             | Località      | Nazione    | Trampolino            | Spec.       |
| ---------------- | ------------- | ---------- | --------------------- | ----------- |
| 5 dicembre 1992  | Vuokatti      | Finlandia  | Hyppyrimäki K90       | IN NH/15 km |
| 12 dicembre 1992 | Courchevel    | Francia    | Praz K120             | IN LH/15 km |
| 19 dicembre 1992 | Sankt Moritz  | Svizzera   | Olympiaschanze K94    | IN NH/15 km |
| 23 gennaio 1993  | Saalfelden    | Austria    | Bibergschanze K85     | IN NH/15 km |
| 5 marzo 1993     | Lahti         | Finlandia  | Salpausselkä K90      | IN NH/15 km |
| 20 marzo 1993    | Štrbské Pleso | Slovacchia | MS 1970 K88           | IN NH/15 km |
| 4 dicembre 1993  | Saalfelden    | Austria    | Bibergschanze K85     | IN NH/15 km |
| 11 dicembre 1993 | Sankt Moritz  | Svizzera   | Olympiaschanze K94    | IN NH/15 km |
| 15 dicembre 1993 | Sankt Moritz  | Svizzera   | Olympiaschanze K94    | IN NH/15 km |
| 8 gennaio 1994   | Schonach      | Germania   | Langenwaldschanze K90 | IN NH/15 km |
| 22 gennaio 1994  | Trondheim     | Norvegia   | Granåsen K90          | IN NH/15 km |
| 10 gennaio 1995  | Val di Fiemme | Italia     | Giuseppe Dal Ben K120 | IN LH/15 km |
| 14 gennaio 1995  | Liberec       | Rep. Ceca  | Ještěd K120           | IN LH/15 km |
| 3 febbraio 1995  | Falun         | Svezia     | Lugnet K115           | IN LH/15 km |
| 9 febbraio 1995  | Oslo          | Norvegia   | Holmenkollen K110     | IN LH/15 km |
| 18 febbraio 1995 | Bad Goisern   | Austria    | Kalmberg K90          | IN NH/15 km |
| 25 marzo 1995    | Sapporo       | Giappone   | Ōkurayama K115        | IN LH/15 km |
| 13 gennaio 1996  | Štrbské Pleso | Slovacchia | MS 1970 K120          | IN LH/15 km |
| 10 febbraio 1996 | Chaux-Neuve   | Francia    | La Côté Feuillée K90  | IN NH/15 km |

Legenda:

IN = individuale Gundersen

NH = trampolino normale

LH = trampolino lungo

## Riconoscimenti
- Medaglia Holmenkollen (1995)[1]